# Cerkiew św. Pantelejmona w Druskienikach
Cerkiew św. Pantelejmona – prawosławna, niezachowana do naszych czasów cerkiew w Druskienikach.

## Historia
Cerkiew powstała w związku z popularnością Druskienik wśród rosyjskich kuracjuszy wyznania prawosławnego. Pierwsza cerkiew w uzdrowisku, pod wezwaniem Ikony Matki Bożej „Wszystkich Strapionych Radość”, nie mogła pomieścić wszystkich uczestników nabożeństw. Władze miejskie podjęły w związku z tym w 1893 zbiórkę pieniędzy na budowę nowej świątyni. Sygnałem do jej rozpoczęcia był występ aktorki Marii Sawiny w miasteczku, dochód z którego (463 ruble) został przeznaczony na wzniesienie cerkwi. Proboszcz parafii w Druskienikach apelował do Rady Eparchialnej o szczególne wsparcie budowy. Poparł go arcybiskup wileński i litewski Nikander (Mołczanow), decydując o udzieleniu przez eparchię bezzwrotnej pomocy w wysokości 1500 rubli. 100 rubli na złocenie kopuł cerkwi przekazał oberprokurator Świętego Synodu Konstantin Pobiedonoscew. Cerkiew była połączona z budynkiem szkół dla dziewcząt i chłopców. Była również, w odróżnieniu od starszej cerkwi w mieście, ocieplana. Dlatego od momentu powstania tylko w niej odprawiane były nabożeństwa w okresie zimowym. Jej uroczystego poświęcenia dokonał 28 maja 1895 biskup brzeski Józef (Drozdow).
W czasie akcji rewindykacji cerkwi prawosławnych w II RP cerkiew św. Pantelejmona przekazano Kościołowi rzymskokatolickiemu, chociaż nigdy wcześniej świątynia nie pełniła funkcji miejsca kultu katolickiego. Kościół został po II wojnie światowej zaadaptowany przez władze stalinowskie na klub, a następnie zburzony.